# Mohedas de la Jara
Mohedas de la Jara – gmina w Hiszpanii, w prowincji Toledo, w Kastylii-La Mancha, o powierzchni 60,42 km². W 2011 roku gmina liczyła 491 mieszkańców.